# Šemnice
Šemnice (Duits: Schömitz) is een Tsjechische gemeente in de regio Karlsbad, en maakt deel uit van het district Karlovy Vary.
Šemnice telt 513 inwoners.
Abertamy · Andělská Hora · Bečov nad Teplou · Bochov · Boží Dar · Božičany · Bražec · Březová · Černava · Čichalov · Dalovice · Děpoltovice · Doupovské Hradiště · Hájek · Horní Blatná · Hory · Hroznětín · Chodov · Chyše · Jáchymov · Jenišov · Karlsbad (Karlovy Vary) · Kolová · Krásné Údolí · Krásný Les · Kyselka · Merklín · Mírová · Nejdek · Nová Role · Nové Hamry · Ostrov · Otovice · Otročín · Pernink · Pila · Potůčky · Pšov · Sadov · Smolné Pece · Stanovice · Stráž nad Ohří · Stružná · Šemnice · Štědrá · Teplička · Toužim · Útvina · Valeč · Velichov · Verušičky · Vojenský újezd Hradiště · Vojkovice · Vrbice · Vysoká Pec · Žlutice